# Pyramid Lake (Nevada)
Pour les articles homonymes, voir Pyramid Lake.
Pyramid Lake est un lac salé endoréique, d'une superficie d'environ 487 km2, dans le grand bassin de la partie nord-ouest du Nevada. Il est situé dans le sud du comté de Washoe à 64 km au nord-est de Reno, le long du versant est des Monts de Virginie. Sa surface est à 1 155 mètres d'altitude.
Il est alimenté par la rivière Truckee (qui est l'émissaire du Lac Tahoe), qui entre dans le lac à son extrémité sud. Il n'a pas d'émissaire, les pertes en eau sont dues à l'évaporation ou aux pertes en sous-sol. Le lac ne fait que 10 % de la surface du Great Salt Lake mais son volume est supérieur de 25 %. Sa salinité est d'environ 1/6e de celle de l'eau de mer. Bien que des eaux claires proviennent du lac Tahoe, la rivière Truckee apporte des eaux turbides à Pyramid Lake après avoir traversé le terrain escarpé de la sierra et d'y avoir collecté du limon par ruissellement.

## Toponymes
Le nom du lac provient des importantes formations de tuf toutes proches. La plus grande de ces formations, est l'île Anaho, qui abrite une importante colonie de pélicans d'Amérique et est interdite au public pour des raisons écologiques.

## Écologie

### Faune

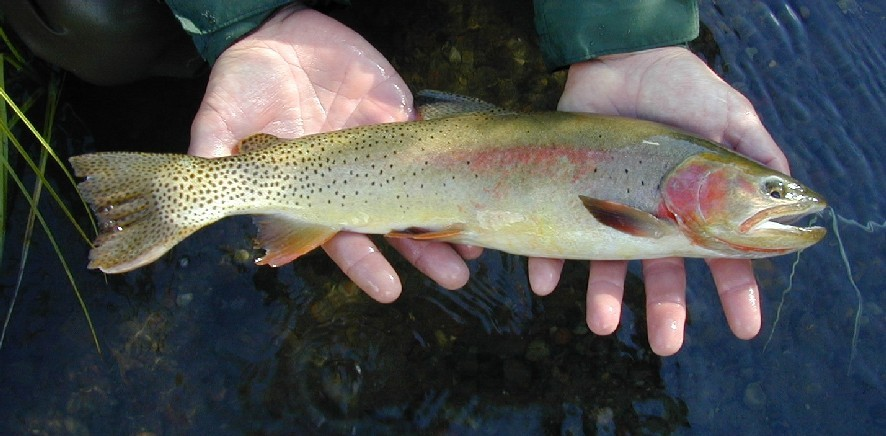
Truite fardée nord-amériacaine

Le Pyramid Lake contient encore de nos jours une variété relique de truite (Oncorhynchus clarkii henshawii) de grande taille (un spécimen péché en 1925 pesait 18 kg) qui existait déjà dans le lac Lahontan, où elle était le seul poisson prédateur.

## Source
- (en) Cet article est partiellement ou en totalité issu de l’article de Wikipédia en anglais intitulé « Pyramid Lake (Nevada) » (voir la liste des auteurs).